# Cândido Mendes de Almeida (escritor)
Candido Antônio José Francisco Mendes de Almeida, terceiro conde de Mendes de Almeida OMM • CvC (Rio de Janeiro, 3 de junho de 1928 — Rio de Janeiro, 17 de fevereiro de 2022) foi um acadêmico, professor, advogado, sociólogo, cientista político e ensaísta brasileiro.

## Biografia
Era bacharel em direito e filosofia pela Universidade Católica do Rio de Janeiro, e doutor em direito pela Universidade Federal do Rio de Janeiro, então Universidade do Brasil. Foi reitor da Universidade Candido Mendes até a data de sua morte.
Durante o Regime Militar relacionava-se com desembaraço com a esquerda e direita, abrigou perseguidos durante o governo de Castelo Branco, ao mesmo tempo que se tornava amigo de Golbery do Couto e Silva, com quem negociava a fundação de um centro de estudos políticos. Foi um dos responsáveis pela CNBB denunciar com mais severidade os casos de tortura no Brasil. Em 19 de fevereiro de 1974, promoveu uma reunião de 3 horas entre Golbery e D. Paulo Evaristo Arns em que se discutiu as torturas realizadas pelos militares.
Sucedeu ao pai no título de conde de Mendes de Almeida, criado pelo Vaticano para seu avô, Cândido Mendes de Almeida (filho).[carece de fontes?] Em 1975, foi admitido pelo presidente português Francisco da Costa Gomes à Ordem de Cristo no grau de Cavaleiro. Em 1994, foi admitido por Itamar Franco à Ordem do Mérito Militar no grau de Oficial especial.

## Genealogia
Era filho do professor e educador Cândido Mendes de Almeida Júnior e de Emília de Melo Vieira Mendes de Almeida, bisneto do jurista e senador do Império Cândido Mendes de Almeida e trineto de Honório Hermeto Carneiro Leão, marquês de Paraná.

## Academia Brasileira de Letras
Foi eleito membro da Academia Brasileira de Letras em 24 de agosto de 1989 para a cadeira 35, na sucessão de Celso Ferreira da Cunha, e foi recebido em 12 de setembro de 1990, pelo acadêmico Eduardo Portella.